# 三友盛行
三友 盛行（みとも　もりゆき、1945年 - ）は、日本の酪農家、三友牧場経営者、（元）中標津町農業協同組合（JA中標津）組合長、北海道酪農協会副会長。

## 略歴
- 1945年 - 東京都台東区浅草生まれ。
- 軽自動車で日本一周無銭旅行をする。
- 1968年 - 北海道標津郡中標津町に移住し三友牧場を創業。
- 1993年 - 中標津町農業協同組合（JA中標津）組合長 就任
- 1999年 - 同組合長 退任
- 2000年 - 中標津町議会議員 当選（1期4年）
- 北海道酪農協会副会長

## テレビ出演
- 2009年10月6日 - 『プロフェッショナル 仕事の流儀』「立ち止まり、足るを知る」（NHK総合テレビジョン）

## 著作物

### 著書
- 2000年 - 『マイペース酪農』 農山漁村文化協会 ISBN 4-540-99231-7
- 2004年 - 『乳牛の絵本』 農山漁村文化協会 ISBN 978-4-540-03139-7

### 共著
- 2009年 - 『農に人あり志あり』 創森社 ISBN 978-4-88340-239-7

## 参考資料
- 『プロフェッショナル 仕事の流儀』（NHK総合テレビジョン）2009年10月6日放送
- 北海道新聞 2001年11月14日 朝刊